# Казуар-мурук
Казуар-мурук (лат. Casuarius bennetti) — самый мелкий из трёх видов птиц относящихся к роду казуаров.
Научное название птица получила в память об австралийском натуралисте Джордже Беннете (1804-1893). Он был первым, кто исследовал этих птиц, взяв нескольких птиц с собой на борт в Австралию. Определив их как новый вид казуаров, он послал экземпляры в Англию, где они были подтверждены.

## Внешний вид
Казуар-мурук — крупная, высотой до 110 см, нелетающая птица с жёстким чёрным оперением. Чёрный шлемообразный вырост на голове у казуара-мурука треугольной формы и создает впечатление, что сзади его смяли тупым инструментом. На щеках иногда имеются розовые пятна, на шее, окрашенной в голубой цвет, имеются красные участки кожи. В отличие от двух других видов у казуара-мурука отсутствуют серьги. Лапы у казуара-мурука большие и сильные, оснащенные кинжалообразными когтями на внутренних пальцах. Самки и самцы выглядят одинаково. У самок более длинные выросты на голове, более яркие и крупные кожные участки на шее.

## Распространение
Казуар-мурук распространён в горных лесах Новой Гвинеи, Новой Британии и острове Япен. Может встретиться в лесной зоне на высоте до 3600 метров. Из-за постоянного сокращения ареала и истребления казуар-мурук занесён в Международную красную книгу как вид находящийся под угрозой.

## Образ жизни
Пищу казуара-мурука составляют преимущественно упавшие на землю фрукты и мелкие животные. Казуар-мурук отлично плавает и при случае ловит рыбу.

## Размножение
Является одиночной птицей, паруется только в брачный сезон. Самка откладывает от 3 до 5 яиц, которые насиживает только самец.

## Подвиды
Выделяют от 2 до 7 и даже 8 подвидов казуара-мурука:
- C. b. bennetti
- C. b. claudii
- C. b. goodfellowi
- C. b. hecki
- C. b. papuanus
- C. b. picticollis
- C. b. shawmayeri
- C. b. westermanni[5]

## Иллюстрации

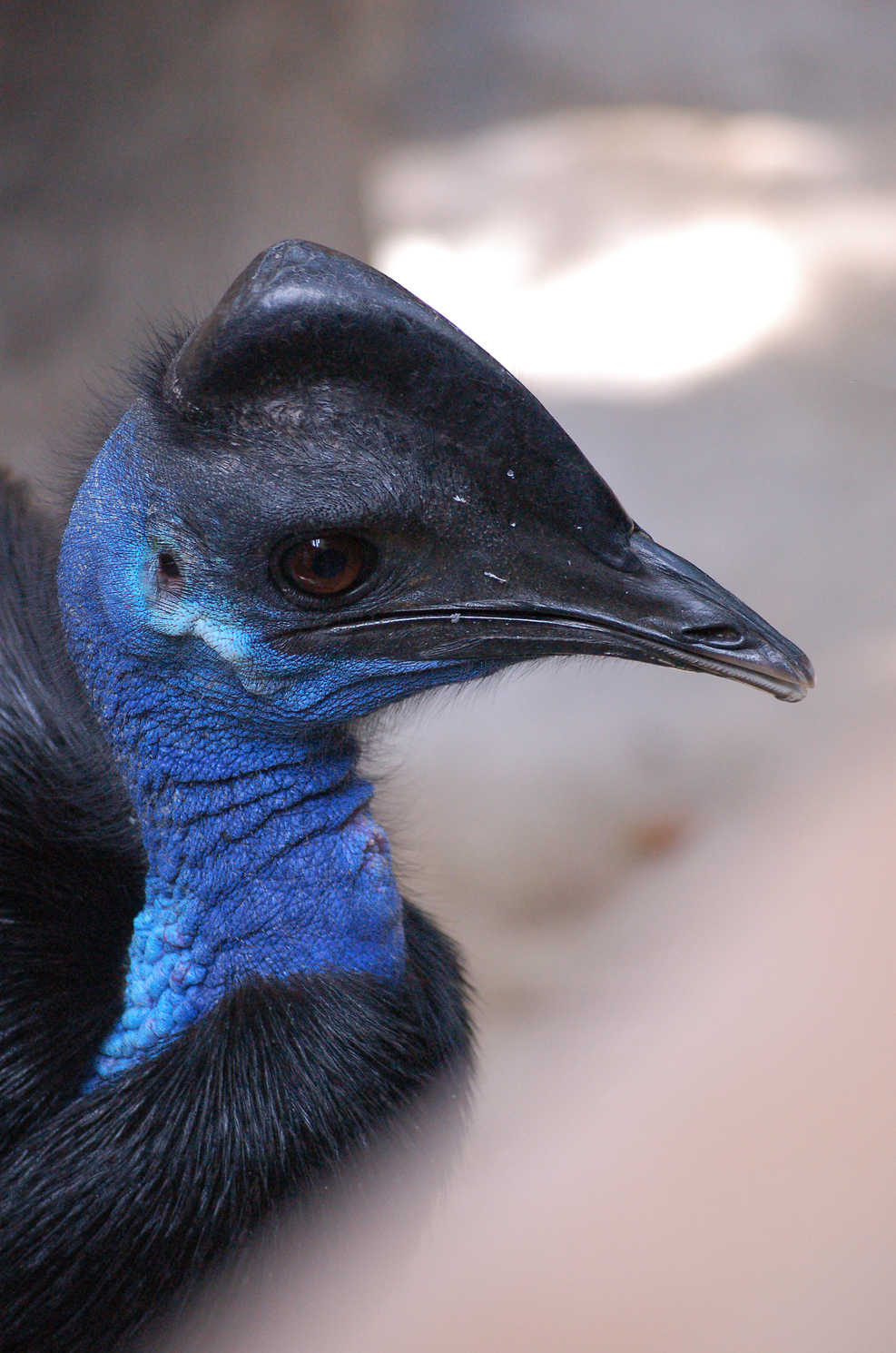
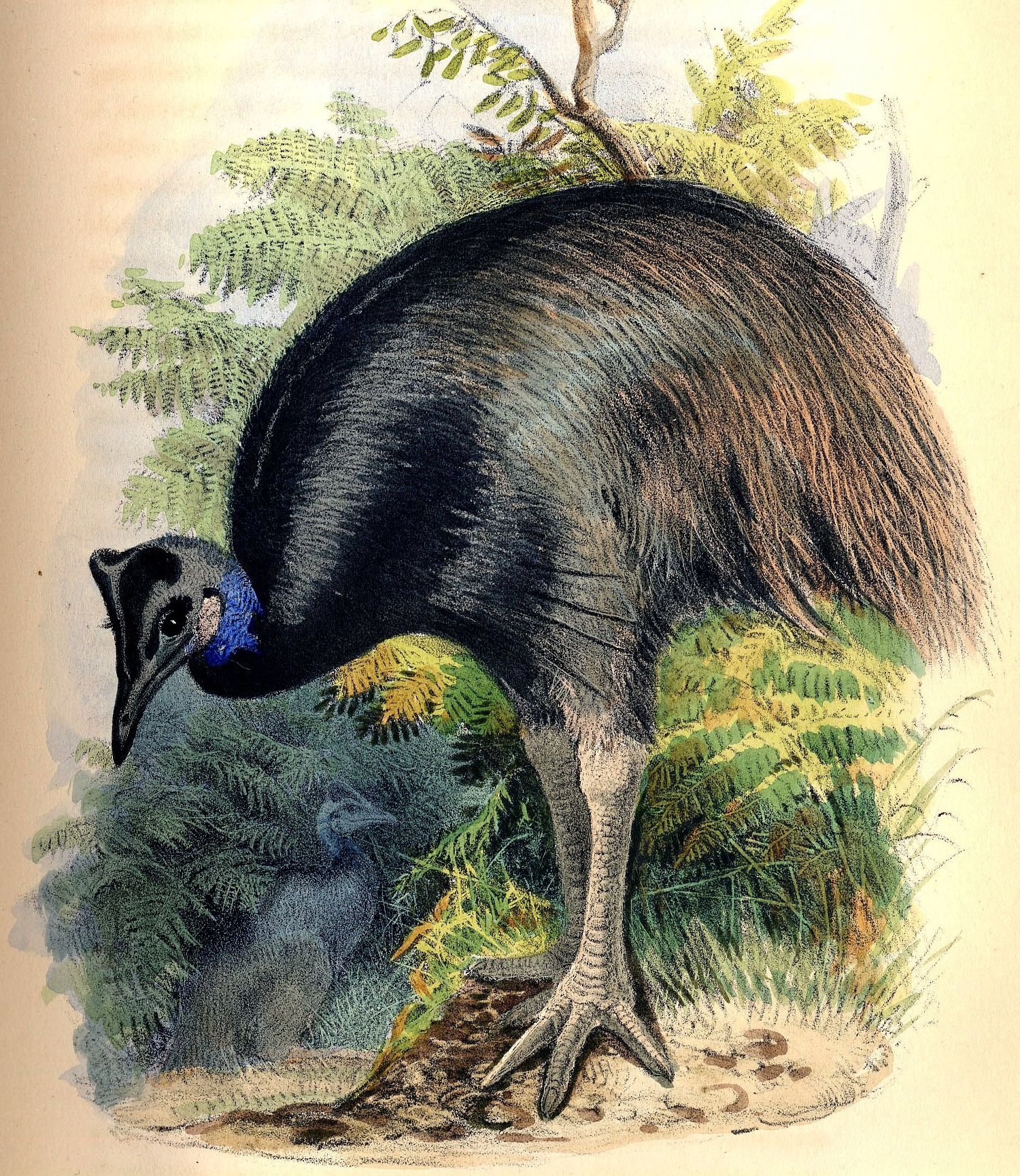
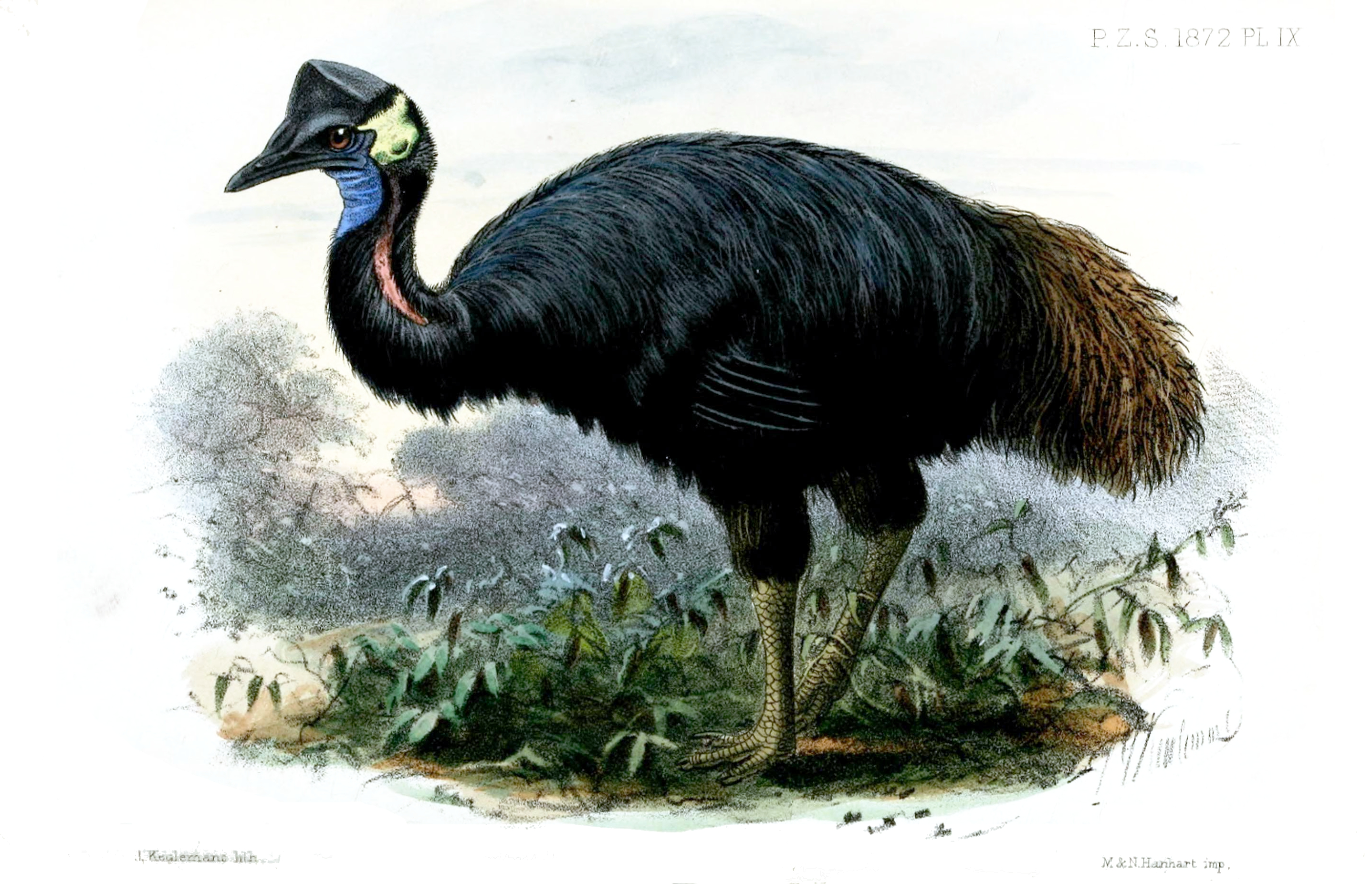
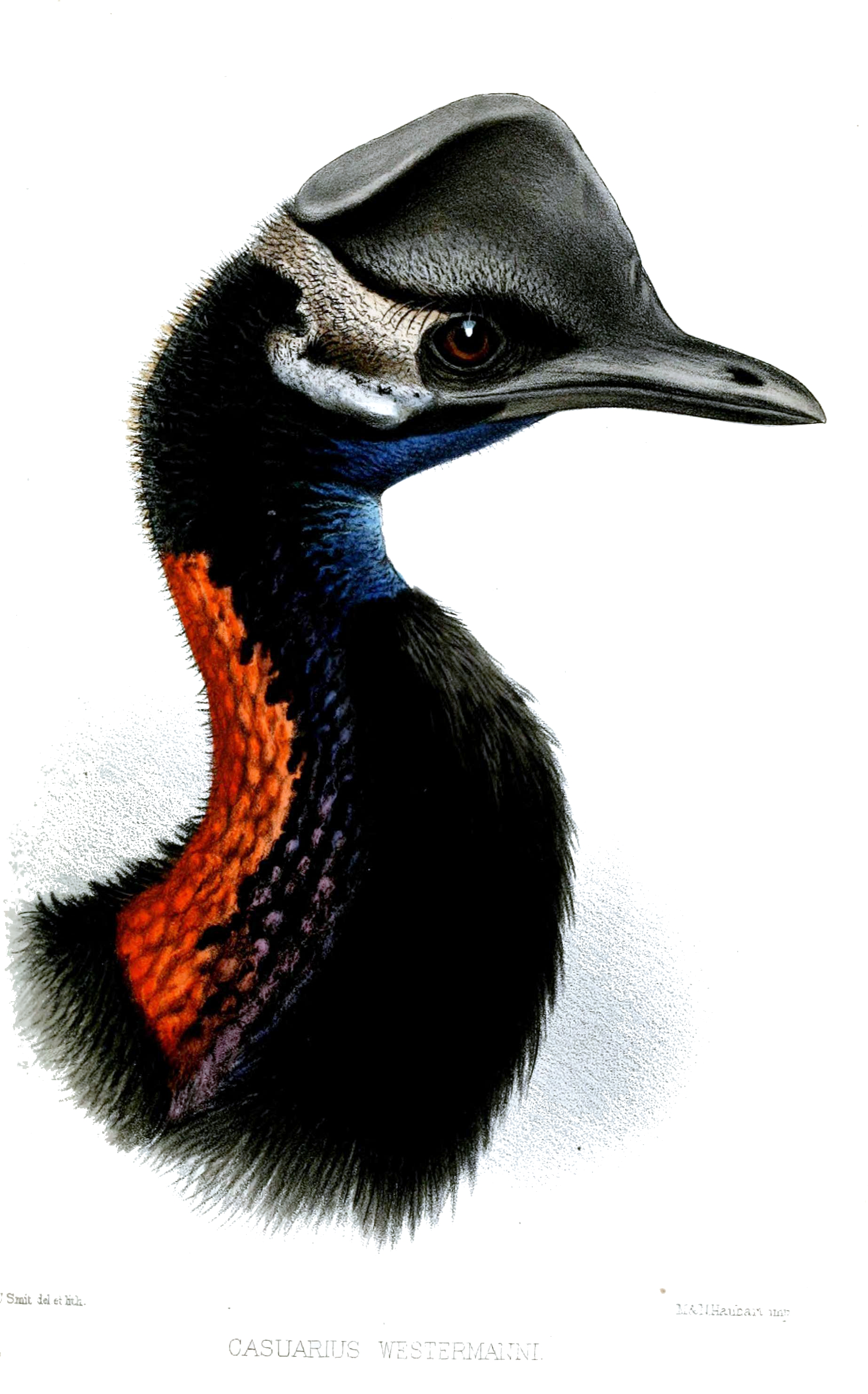
C. b. westermanni
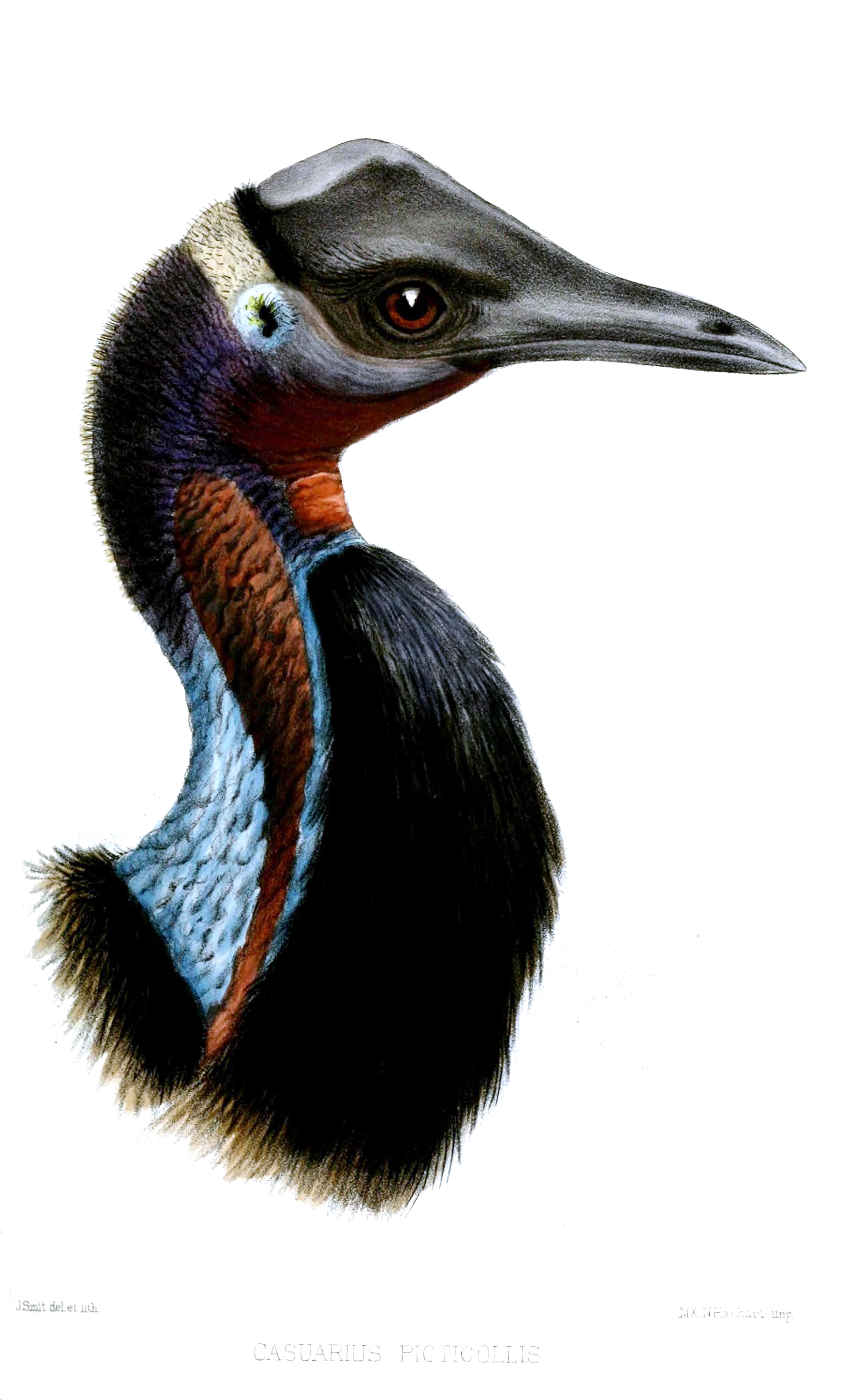
C. b. picticollis
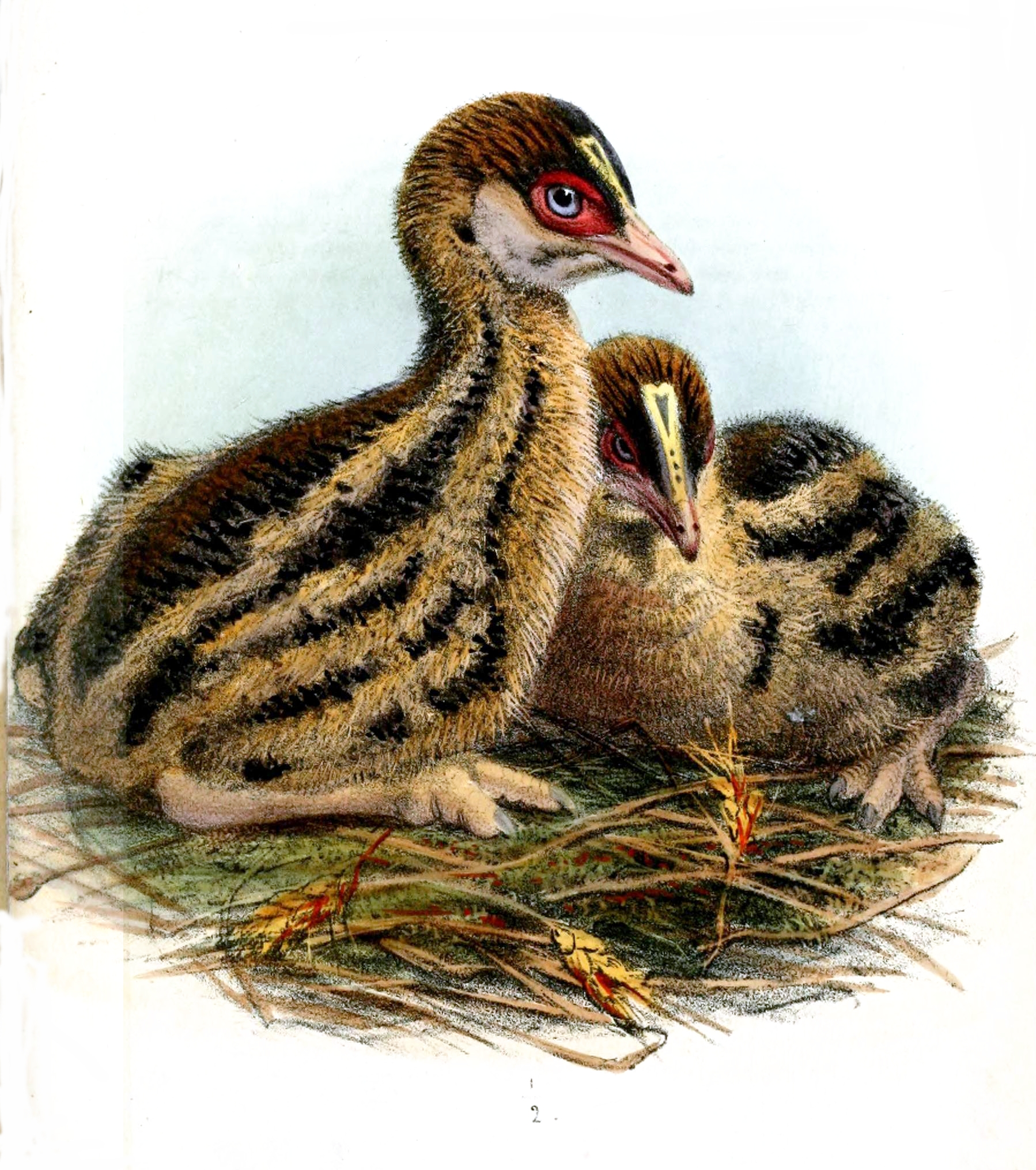
Птенцы
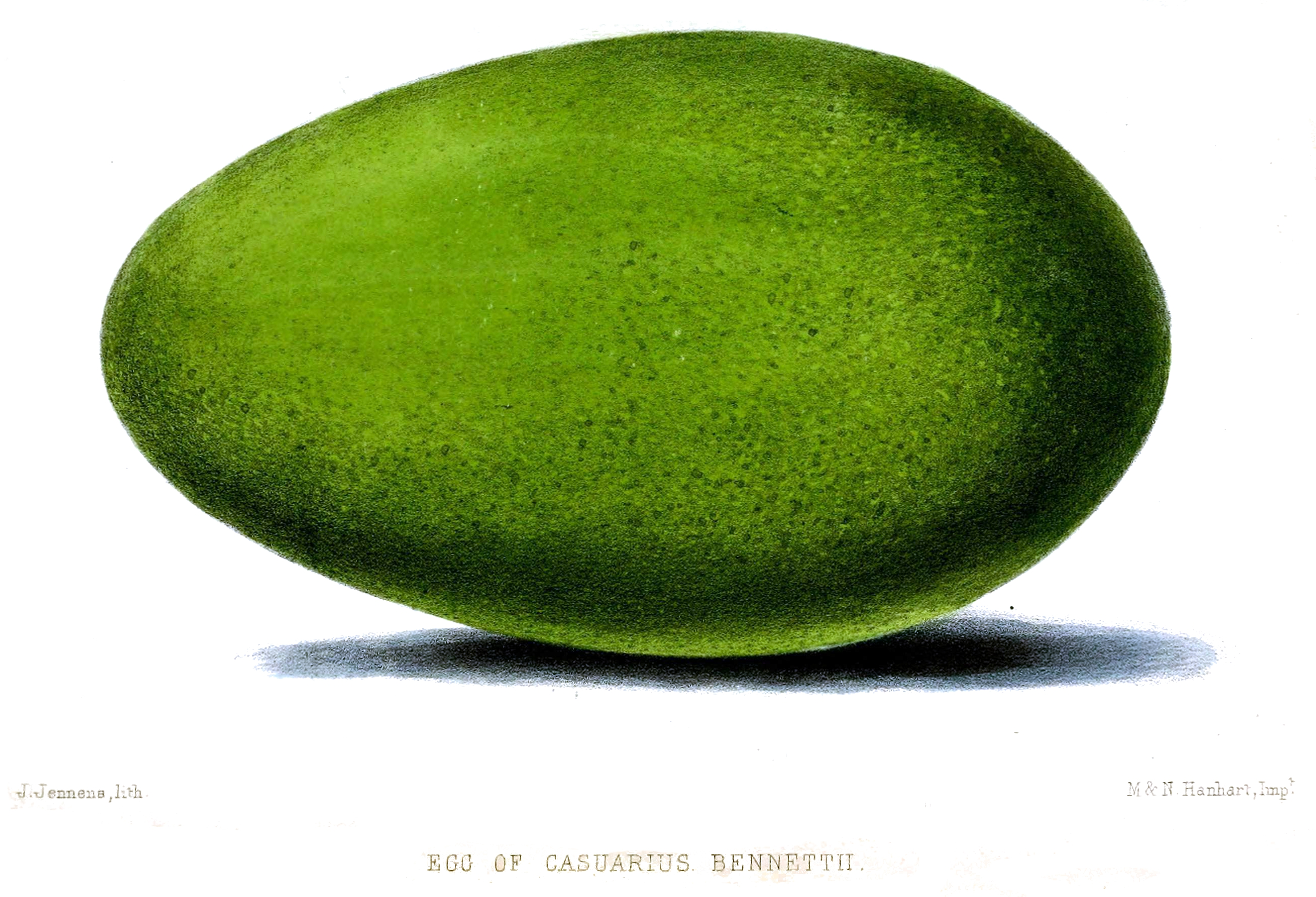
Яйцо